# Darkest Hour (musikgrupp)

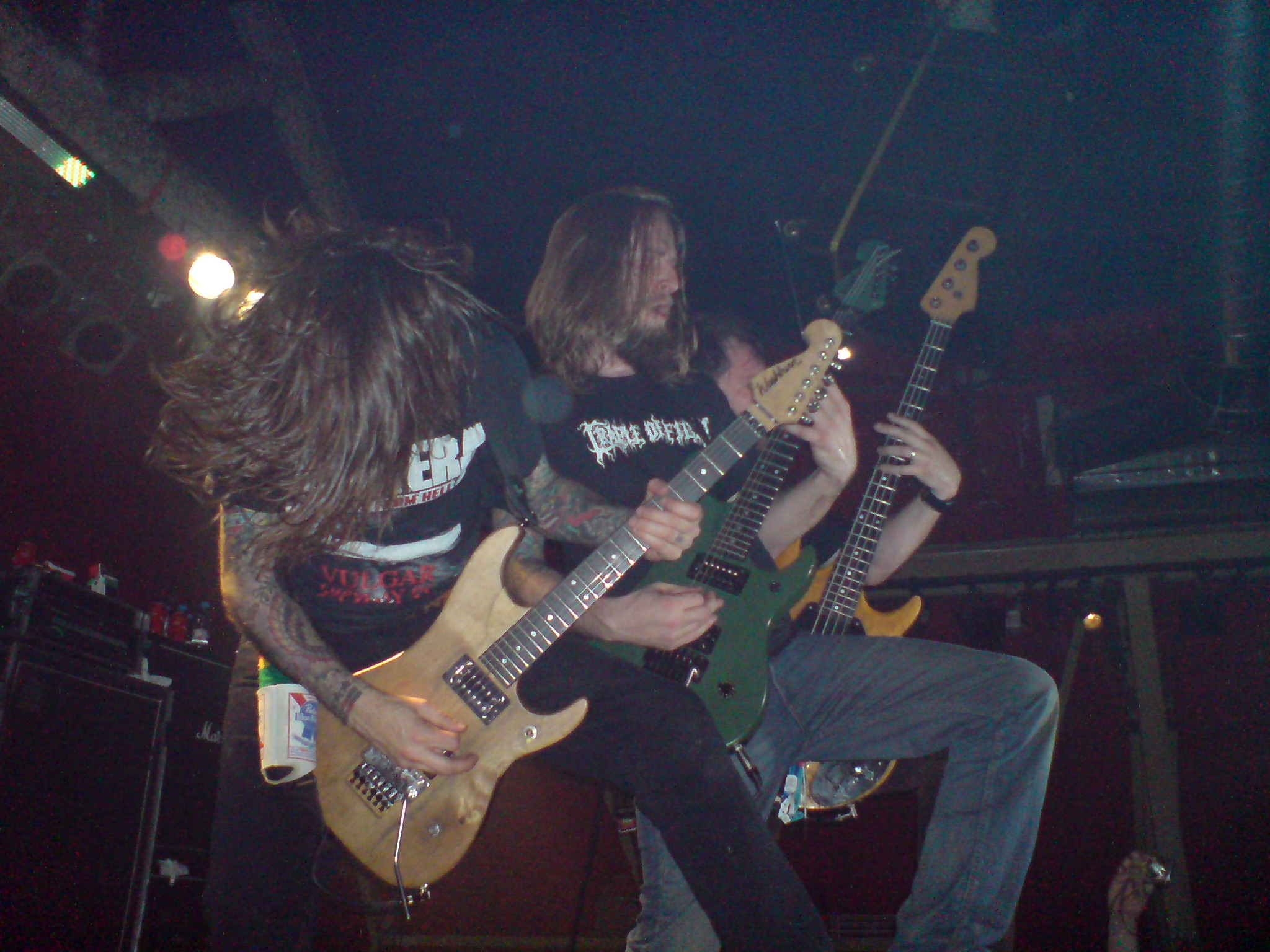
Darkest Hour live i Barcelona år 2009.

Darkest Hour är ett amerikanskt metalcore band från Washington D.C. som spelar melodisk dödsmetal och metalcore. Bandet grundades år 1995 och har släppt nio studioalbum. Musikaliskt är det främst inspirerade av svenska death metal-scenen (bland annat band som In Flames och At The Gates) och låttexterna är allt från personliga till samhällskritiska. 

## Medlemmar

### Nuvarande
- John Henry – sång/growl (1995–)
- Mike Schleibaum – gitarr (1995–)
- Aaron Deal – bas (2011–)
- Travis Orbin – trummor (2012–)
- Nico Santora – sologitarr (2021–present)

### Tidigare
- Raul Mayorga – bas (1995–1998)
- Matt Maben – trummor (1995–1999)
- Billups Allen – bas (1999–2001)
- Fred Ziomek – sologitarr (1999–2002)
- Kris Norris – sologitarr (2002–2008)
- Ryan Parrish – trummor (1999–2011)
- Paul Burnette – bas (2001–2011)
- Timothy Java – trummor (2011–2012)
- Mike "Lonestar" Carrigan – sologitarr (2008–2020)

## Diskografi

### Studioalbum
- 2000: The Mark of the Judas (M.I.A. Records)
- 2001: So Sedated, So Secure (Victory Records)
- 2003: Hidden Hands of a Sadist Nation (Victory Records)
- 2005: Undoing Ruin (Victory Records)
- 2007: Deliver Us (Victory Records)
- 2009: The Eternal Return (Victory Records)
- 2011: The Human Romance (Century Media)
- 2014: Darkest Hour (Sumerian Records)
- 2017: Godless Prophets & the Migrant Flora (Southern Lord Recordings)
- 2024: Perpetual Terminal (MNRK Heavy)

### EP
- 1996: The Misanthrope (Death Truck Records)
- 1999: The Prophecy Fulfilled (Art Monk Construction)

### Samlingsalbum
- 1997: The Harder They Come (East Coast Empire Records)
- 2006: Archives (A-F Records)

### Split
- 1999: A Split Seven Inch (med Groundzero) (East Coast Empire Records)
- 2001: Where Heroes Go to Die (med Dawncore) (Join the Team Player Records)
- 2004: Split Seven Inch (med Set My Path) (April 78 Records)

### Videoalbum
- 2005: Party Scars and Prison Bars: A Thrashography (Victory Records)